# علم النفس في برنامج التعيين المتقدم
علم النفس في برنامج التعيين المتقدم (بالإنجليزية: Advanced Placement Psychology)‏ هو دورة دراسية وامتحان في علم النفس يٌقدّم كجرء من برنامج التعيين المتقدم التابع لمجلس الكلية، وقد تم اختيار عدد من المواضيع من أجل الطلاب الذين لديهم اهتمام بمجال علم النفس.